# 洛阳银行
洛阳银行，全称洛阳银行股份有限公司，是总部位于中国河南省洛阳市的一家城市银行。

## 历史
洛阳银行成立于1997年11月，名称最初为洛阳商业银行或洛陽市商業銀行，属地方性城市商业银行。2009年3月，更名为洛阳银行，并启用新行标，进入跨区域服务阶段。在郑州、三门峡、信阳、焦作、许昌、平顶山、鹤壁、安阳、南阳、驻马店等地设有分行。
2021年10月27日，中原银行发布公告，其董事会通过拟由本行吸收合并洛阳银行股份有限公司、平顶山银行股份有限公司及焦作中旅银行股份有限公司。

## 外部連結
- 洛陽銀行股份有限公司 （页面存档备份，存于）